# Björn Gilsson
Björn eldri Gilsson (apodado el Viejo, c. 1100-20 de octubre de 1162) fue el tercer obispo católico Hólar, Islandia, desde 1147 a 1162. Era hijo de Gils Einarsson (n. 1065) y nieto de Einar Skeggjason. Su madre Þórunn Björnsdóttir (n. 1088) era nieta de Thorfinn Karlsefni.
Estuvo bajo el amparo de Teitur Ísleifsson de Haukadalur, quien también tenía como discípulo a Þorlákur Þórhallsson. En 1146 fue ordenado obispo de Hólar por el arzobispo Áskell de Lund el 4 de mayo de 1147. Según las sagas nórdicas era muy buen administrador de la sede episcopal. En 1155 donó la herencia de su padre al monasterio de Munkaþverá, un centro benedictino como tributo a la Iglesia. Su hermano Björn yngri Gilsson (apodado el Joven, 1105 - 1182) fue abad del monasterio.